# ولیکی پودلیوبن
ولیکی پودلیوبن (اسلوونیایی: Veliki Podljuben) یک زیستگاه انسانی در اسلوونی است که در نوو مستو واقع شده‌است.

## خصوصیات
ولیکی پودلیوبن ۴٫۴۸ کیلومترمربع مساحت و ۹۲ نفر جمعیت دارد و ۲۸۵٫۲ متر بالاتر از سطح دریا واقع شده‌است.